# 拉潘帕區
拉潘帕區（西班牙語：Distrito de La Pampa），是秘魯的一個區，位於該國北部安卡什大區的科龍戈省，始建於1898年11月21日，面積93.94平方公里，海拔高度1,788米，2005年人口1,202，人口密度為每平方公里13人。